# Edgar Tinel

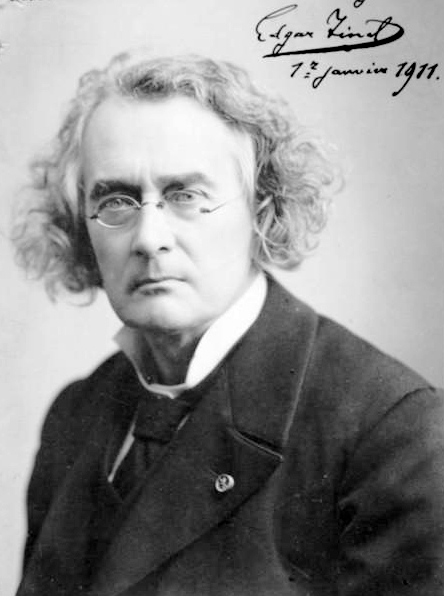
Edgar Tinel

Edgar (Pierre Joseph) Tinel (* 27. März 1854 in Sinaai, heute Stadtteil von Sint-Niklaas in Flandern; † 28. Oktober 1912 in Brüssel) war ein belgischer Komponist, Pianist und Kirchenmusiker.

## Leben
Nach Studien in Brüssel bei Louis Brassin (Klavier) und François-Auguste Gevaert (Komposition) begann er eine Laufbahn als Klaviervirtuose. Am 1. September 1877 heiratete er die Dichterin Emma Coeckelbergh (1852–1921). 1887 komponierte er die Kantate „Klokke Roeland“, mit der er den belgischen Prix de Rome in Musik errang. 1881 folgte er Jacques-Nicolas Lemmens als Direktor des „Mechelener Institutes für Kirchenmusik“, dem heutigen Lemmensinstitut. In dieser Funktion wurde er von Papst Pius X. zu einem Gedankenaustausch über die künftige Rolle der Musik in der Liturgie nach Rom eingeladen.
1889 wurde Tinel Inspektor für die Musikschulen des gesamten Königreichs Belgien. 1896 berief ihn Gevaert an das Brüsseler Konservatorium als Professor für Kontrapunktik und Fugenlehre, 1909 wurde er Direktor der Hochschule. 1902 nahm ihn die Königliche Akademie der Wissenschaften und Schönen Künste in ihre Reihen auf, 1910 erhielt er den Ehrentitel des Hofkapellmeisters. Zu seinen Schülern zählen unter anderem Michel Brusselmans, Arthur Meulemans und Joseph Ryelandt.
Seine Kirchenmusik ist im Stil Palestrinas gehalten. Seine beiden Konzert-Te Deen, sein Oratorium und seine religiösen Dramen lassen seine Bewunderung für Johann Sebastian Bach erkennen. Seine Klavierkompositionen hingegen lassen eher Robert Schumann, Felix Mendelssohn Bartholdy und Johannes Brahms wieder erklingen. Die Hauptverleger seiner Werke waren Breitkopf & Härtel und der Schott-Verlag in Brüssel.

## Werke  (Auswahl)
Opern 
- Godelieve, op. 43
- Katharina, op. 44; Uraufführung am 4. März 1909 in Brüssel

 Chöre und Kantaten
- Klokke Roeland, op. 1 7, Kantate
- Kollebloemen, op. 20, Kantate, 1879, rev. 1889–90
- Vlaamsche stemme, op. 25, für Männerchor
- Te Deum, op. 26,  1883
- Psalm vi, op. 27,  1891 für Männerchor
- Franciscus, op. 36, Oratorium, 1890, Libretto von  Lodewijk de Koninck
- Aurora, op. 37,  (1885) für Männerchor
- Psalm xxix, op. 39, für Männerchor
- Missa in honorem BMV de Lourdes, op. 41, fünfstimmig 1905
- Cantique nuptial, op. 45, für Sopran, Tenor, Orgel und Harfe
- Te Deum, op. 46, für sechsstimmigen Chor, Orgel und Orchester 1905
- Psalm 150, op. 47, für Männerchor, 1907, (Neuausgabe Berlin 2013)

Singstimme
- Deux mélodies pour chant avec accompagnement de piano, nach Gedichten von Emma Coeckelbergh, op. 6

Klaviermusik
- Piano Sonata, f, op. 9
- Organ Sonata, g, op. 29
- Bunte Blätter, op. 32,

Orchestermusik
- Kollebloemen (vertontes Gedicht)
- Drie ridders (Ballade)
- Polyeucte